# Drahenice
Drahenice (en allemand : Drahenitz) est une commune du district de Příbram, dans la région de Bohême-Centrale, en République tchèque. Sa population s'élevait à 158 habitants en 2020.

## Géographie
Drahenice se trouve à 5 km au sud-sud-est de Březnice, à 19 km au sud-sud-ouest de Příbram et à 71 km au sud-sud-ouest de Prague.
La commune est limitée par Hudčice, Březnice et Počaply au nord, par Mirovice à l'est, par Mišovice au sud, et par Koupě à l'ouest.

## Histoire
La première mention écrite de la localité date de 1227.

## Transports
Par la route, Drahenice se trouve à 5 km de Březnice, à 24,5 km de Příbram et à 80 km de Prague.